# ثرون أند ليبريتي
ثرون أند ليبريتي (بالإنجليزية: Throne and Liberty)‏ هي لعبة تقمص الأدوار كثيفة اللاعبين على الإنترنت قادمة من تطوير شركة إن سي سوفت، كان من المفترض بأن تكون الجزء الثاني للعبة لينياج، لكن تم تعديل القصة لتصبح لعبة مستقلة.